# Ellen Brandsma
Ellen Brandsma, née en 1968, est une animatrice de télévision et un mannequin suisse. Elle présente l’émission de santé des chaînes de télévision Tele Tell et Tele M1.

## Biographie
Après avoir suivi les cours d’une académie d’art aux Pays-Bas, elle a fait une formation de base Shiatsu à Tōkyō. Elle travaille ensuite comme modèle de mode internationale pendant quelques années, avant de débuter comme speakerine sur la télévision locale bâloise.
Elle participe ensuite à une émission de télé-réalité suisse-allemande appelée g&g sucht, dans laquelle elle parvient au troisième rang sur 26 candidates pour le poste d’animateur/animatrice de l’émission Glanz & Gloria.
Ellen Brandsma vit en Argovie avec ses deux fils, Léon et Miles, son ami, et le fils de celui-ci.